# Xarxa Jeanson
La xarxa Jeanson (francès: Réseau Jeanson) va ser un grup de militants d'esquerres francesos liderats per Francis Jeanson que van ajudar els militants del Front d'Alliberament Nacional d'Algèria que operaven al territori metropolità francès durant la Guerra d'Algèria (1954-1962). Principalment es dedicaven a portar diners i documents i de vegades eren anomenats «portadors de maletes» (les porteurs de valises), un terme usat per la Resistència francesa durant la Segona Guerra Mundial.
A la xarxa hi va participar el militant anticolonialista Henri Curiel, així com el falsificador Adolfo Kaminsky. El filòsof Jean-Paul Sartre i l'escriptora Simone de Beauvoir van donar-li suport. La fotoperiodista Dominique Darbois i l'advocat Jacques Vergès també en van formar part.